# Гегамабак
Гегамабак (арм.Գեղամաբակ) — село в Армении в Гегаркуникской области, район Варденис.

## География
Село расположено в 175 км к востоку от Еревана, в 82 км к юго-востоку от областного центра — города Гавара, в 7 км к юго-востоку от Вардениса, в 10 км от юго-восточного берега озера Севан, в 2 км от Шатджрека и 5 км к югу от Сотка.

## История
Прежние названия села: до 1932 года — Саречия, до 1995 года — Каябаши
Во второй половине XIX века отдельные курдские родовые и племенные объединения проживали в Новобаязетском уезде, переселившись туда по условиям Туркманчайского договора. В 1920-х годах группы курдов-мусульман из Азербайджана переселились в Армению, в том числе на территорию будущего Басаргечарского района. По сведениям Т. Ф. Аристовой, в четырёх селениях Басаргечарского (впоследствии Варденисского) района — Рейсу, Каябаши, Кошабулах, Кэр — проживали курды.

## Население
По данным «Сборника сведений о Кавказе» за 1880 год в селе Каябаши Новобаязетского уезда по сведениям 1873 года было 16 дворов и проживало 131 азербайджанец (указаны как «татары»), которые были шиитами.
По данным Кавказского календаря на 1912 год, в селе Каябаши Новобаязетского уезда проживало 225 человек, в основном азербайджанцев, указанных как «татары».
До 1988 года, то есть до начала конфликта в Карабахе, основными жителями селения были курды и азербайджанцы, затем в национальном составе села стали преобладать армяне. За последние 25 лет численность населения значительно сократилась. Среди жителей преобладают люди пенсионного возраста.
Численность населения — 783 человека на 1 декабря 1988, 123 человека на 1 января 2009, 126 человек на 1 января 2010[2].

## Экономика
В советское время в селе было развито сельское хозяйство, в основном животноводство и выращивание табака. В XXI веке экономическая деятельность населения ограничивается ведением натурального хозяйства.

## Достопримечательности
В северной части селения есть древняя пещера, через которую есть тайный ход к другим прилегающим селениям. Пещера во многих местах труднопроходима и в связи с этим плохо изучена специалистами.